# Thomas Helwys
Thomas Helwys (* um 1550 in Nottinghamshire; † 1616 in Newgate, England) gilt neben John Smyth als Mitbegründer der Baptisten und als früher Vorkämpfer der Religionsfreiheit.

## Anfänge
Thomas Helwys war der zweitgeborene Sohn des Ehepaares Edmund und Margaret Helwys. Sie waren Abkömmlinge einer alteingesessenen Normannenfamilie, die über nicht unbedeutende Besitzungen in Lincoln, Northampton, Nottingham und York verfügten. Thomas Helwys wuchs in der englischen Grafschaft Nottinghamshire auf. Als Edmund Helwys 1590 starb, übernahm der inzwischen Vierzigjährige die väterlichen Geschäfte, übergab sie allerdings nur wenig später in die Hände von Freunden der Familie, um mit einem Jurastudium am Gray's Inn, einem der renommiertesten juristischen Ausbildungsstätten Englands, zu beginnen. 1593 legte er sein juristisches Examen ab, ergriff den Beruf eines Rechtsanwalts und nahm für zwei Jahre seinen Wohnsitz in London.
1595 heiratete Thomas Helwys in der St. Martin-Kirche in Bilborough / Nottingham Joan Ashmore. Aus ihrer Ehe gingen sieben Kinder hervor. Sein Haus, die Broxtowe Hall, entwickelte sich zu einem Zufluchtsort und Treffpunkt freikirchlich orientierter Christen, die sich als sogenannte dissenters außerhalb der verfassten Church of England zum gemeinsamen Bibelstudium und Gebet versammelten. Über John Smyth, einem ehemaligen anglikanischen Geistlichen, fand er Kontakt zur Separatistengemeinde in Gainsborough, deren 60 bis 70 Mitglieder sich aus Angst vor Verfolgung im Geheimen trafen.

## Als Glaubensflüchtling in Amsterdam

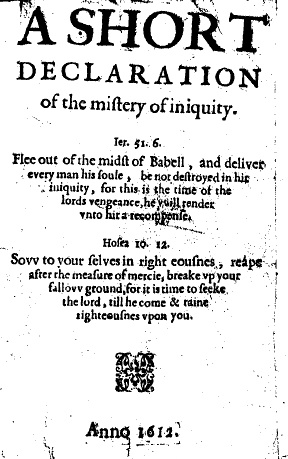
Titelseite der Short Declaration

Die Versammlungen der Dissenters blieben jedoch den staatskirchlichen Behörden nicht verborgen. 1606 verließ deshalb ein Teil dieser Gemeinde England und fand in Amsterdam (Niederlande) Asyl. Unter den Glaubensflüchtlingen waren auch Thomas Helwys und John Smyth, welcher alsbald die Leitung der Flüchtlingsgemeinde übernahm. Der Kreis um Smyth begann Kontakte zur Amsterdamer Mennonitengemeinde zu knüpfen und kam so in Berührung mit den täuferischen Glaubensüberzeugungen. 1609 taufte John Smyth sich zunächst selbst und daran anschließend auch die Mitglieder seiner Gemeinde. Unter ihnen war auch Thomas Helwys. Smyth ließ sich allerdings später von einem mennonitischen Pastor ein weiteres Mal taufen.

## Gründung der ersten Baptistengemeinde
1611 kehrte Helwys mit einer kleinen Gruppe der Amsterdamer Asylantengemeinde nach England zurück. Gleich nach der Ankunft fand man sich zusammen und gründete die erste Baptistengemeinde. Der Grundstein für eine bis heute wachsende Kirchengemeinschaft war damit gelegt. Die von Helwys gegründete Gemeindebewegung erhielt später den Namen General Baptists, da sie im Unterschied zu den jüngeren Particular Baptists die „allgemeine (general) Versöhnung durch Christus, die dem Glaubenden zugerechnet wird“, lehrten.

## Forderung nach Religionsfreiheit
Schon seit ihrer Entstehung im 16. Jahrhundert forderten die Täufer als verfolgte Minderheitskirche Glaubens- und Gewissensfreiheit. Wie John Smyth und Roger Williams stand Helwys in dieser Tradition. Bereits 1610 verfasste er seine bekannte Schrift A Short Declaration of the Mystery of Iniquity (Eine kurze Erklärung des Geheimnisses der Ungerechtigkeit). Er brachte sie bei seiner Rückkehr nach England mit und sorgte dort für ihre Veröffentlichung. Sie ist der erste gedruckte Aufruf in englischer Sprache zu völliger Glaubensfreiheit für alle. Unter anderem heißt es in ihr:
Unser Herr, der König, ist nur ein irdischer König und er hat deshalb als König nur Autorität in irdischen Dingen, und wenn die Leute des Königs gehorsame und wahre Untertanen sind, die allen vom König erlassenen menschlichen Gesetzen gehorchen, so kann unser Herr, der König, nicht mehr verlangen. denn die Religion der Menschen zu Gott besteht zwischen Gott und ihnen selbst, der König soll dafür nicht Rede stehen, noch soll der König Richter sein zwischen Gott und Mensch. Sollen sie doch Ketzer, Türken, Juden oder sonst etwas sein, es steht der irdischen Macht nicht zu, sie deshalb auch nur im Geringsten zu bestrafen.

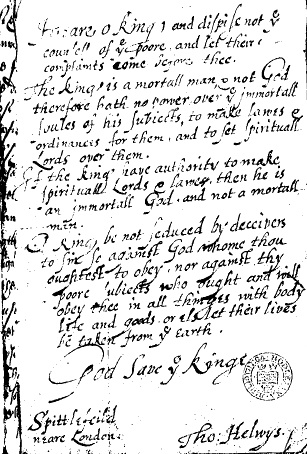
Helwys' Schreiben an König Jakob I.

Dieses Buch widmete Helwys dem englischen König Jakob I. (bekannt auch als „King James“) mit folgendem Appell: Höre, o Herr, und verachte den Rat der Armen nicht, und lass ihre Klagen vor dich kommen. Der König ist ein sterblicher Mensch und nicht Gott, und deshalb hat er keine Gewalt über die unsterblichen Seelen seiner Untertanen, für sie (Anm.d. Übers.: die Seelen) Gesetze und Ordnungen zu erlassen und geistliche Herren über sie zu setzen. Wenn der König Vollmacht hat, geistliche Herren und Gesetze zu verordnen, dann ist er ein unsterblicher Gott und kein sterblicher Mensch. O König, lass dich nicht von Betrügern verführen, gegenüber Gott zu sündigen, dem du gehorchen solltest, noch gegenüber deinen armen Untertanen, die dir gehorchen sollten und es tun werden mit Leib, Leben und Gütern, wenn nicht, so soll ihr Leben von dieser Erde genommen werden.
Aufgrund dieser Widmung wurde Thomas Helwys gefangen genommen und ins Gefängnis verbracht. Hier starb Helwys 1616 als Märtyrer. König James, auf dessen Veranlassung hin Helwys inhaftiert wurde, war übrigens der ursprüngliche Herausgeber der bekannten englischen King-James-Bibel.